# Knopurt
Knopurt (Centaurea) er en slægt af stauder, som er udbredt med mere end 400 arter i Europa, Nordafrika, Mellemøsten og Asien. Det er opretvoksende, tidselagtige planter med stive, furede stængler. Bladene danner en grundstillet roset, mens de på stænglerne sidder spredt. De er mere eller mindre indskårne eller helrandede. Blomsterne er samlet i endestillede kurve med gule, hvide eller røde, rørformede kroner. Frugterne er nødder med fnok. Her omtales kun de arter, der er vildtvoksende i Danmark, eller som dyrkes her.
| Beskrevne arter |

- Smuk knopurt (Centaurea bella)
- Stjerneknopurt (Centaurea calcitrapa)
- Kornblomst (Centaurea cyanus)
- Haveknopurt (Centaurea dealbata)
- Vinget knopurt (Centaurea glastifolia)
- Almindelig knopurt (Centaurea jacea)
- Kæmpeknopurt (Centaurea macrocephala)
- Malteserknopurt (Centaurea melitensis)
- Bjergknopurt (Centaurea montana)
- Sorthovedknopurt (Centaurea nigra)
- Engknopurt (Centaurea phrygia)
- Mangegrenet knopurt (Centaurea rhenana)
- Stor knopurt (Centaurea scabiosa)
- Tornet knopurt (Centaurea solstitialis)

| Andre arter |

| - Centaurea albonitens - Centaurea americana - Centaurea aspera - Centaurea atacamensis - Centaurea benedicta - Centaurea cineraria - Centaurea collina - Centaurea cyanoides - Centaurea debeauxii - Centaurea depressa - Centaurea diffusa - Centaurea glaberrima - Centaurea gymnocarpa - Centaurea iberica | - Centaurea imperialis - Centaurea nigrescens - Centaurea orientalis - Centaurea pallescens - Centaurea ragusina - Centaurea rothrockii - Centaurea rutifolia - Centaurea stoebe - Centaurea sulphurea - Centaurea triumfettii - Centaurea uniflora - Centaurea verbascifolia - Centaurea virgata |